# Wolaytta (Volk)

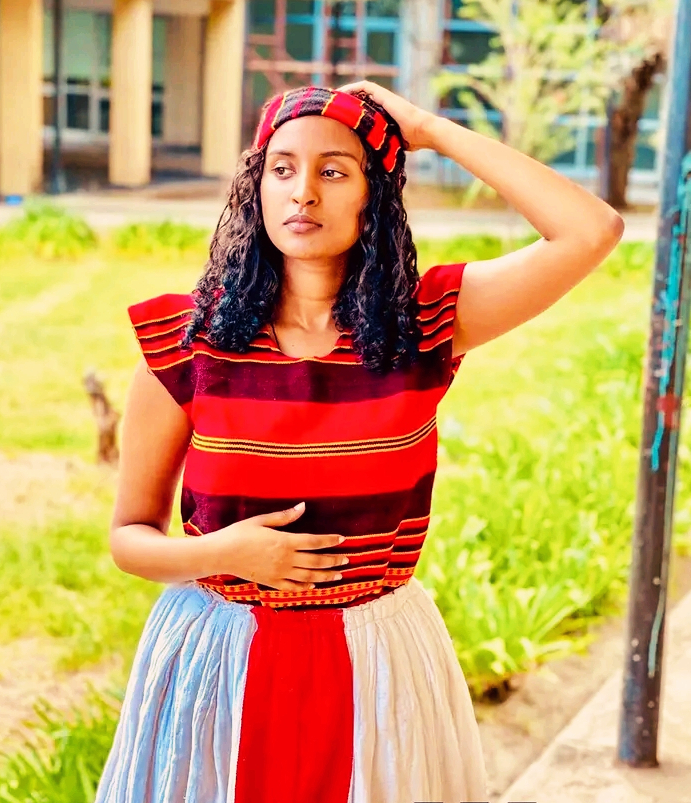
Wolaytta Mädchen Äthiopien

Die Wolaytta oder Wolaita (amharisch ወላይታ Welayta; andere Bezeichnungen: Welaytta und Walaytta) sind eine Ethnie in Äthiopien. Nach Angaben der Volkszählung von 2007 leben in Äthiopien insgesamt etwa 1,7 Millionen Wolaytta, die 2,31 % der Gesamtbevölkerung ausmachen. Von diesen leben 289.707 in Stadtgebieten. Die Wolaytta leben hauptsächlich in der Welayta-Zone in der Region Südäthiopien.
Sie sprechen die omotische Sprache Wolaytta. Sie sind größtenteils protestantische Christen, es gibt aber auch eine nennenswerte Minderheit von äthiopisch-orthodoxen Christen.

## Geschichte
Die Wolaytta hatten ein eigenes Königreich Wolaytta, welches im 19. Jahrhundert in das expandierende Kaiserreich Äthiopien eingegliedert wurde. Administrativ gehörten sie seit der Zeit des Derg-Regimes zum Gebiet Nord-Omo, das auch andere omotischsprachige Volksgruppen umfasste. Wolaytta-Führungspersönlichkeiten betonten jedoch die sprachliche und kulturelle Eigenständigkeit der Wolaytta und forderten ein eigenständiges Verwaltungsgebiet.
Nach der Machtübernahme der EPRDF 1991 wurde bei der Neuordnung der Verwaltungsgliederung Äthiopiens zunächst eine eigene Region 9 für die Wolaytta geschaffen, im weiteren Verlauf wurde diese jedoch mit den Regionen 7, 8, 10 und 11 zur Region der südlichen Nationen, Nationalitäten und Völker (SNNPR) zusammengeschlossen. Die Wolaytta wurden dabei wiederum der Zone Nord-Omo zugeordnet. Die Regionalregierung der SNNPR war der Ansicht, dass die Wolaytta den anderen Gruppen in dieser Zone so nahe stünden, dass eine eigene Zone für sie nicht gerechtfertigt sei. 1998 versuchte sie eine künstliche Sprache, die auf den verschiedenen nordomotischen Einzelsprachen basierte, als Bildungs- und Verwaltungssprache der Nord-Omo-Zone zu etablieren. Nach gewaltsamen Protesten der Wolaytta wurde dieser Versuch abgebrochen. Im November 2000 setzten die Wolaytta schließlich die Gründung einer eigenen Welayta-Zone innerhalb der SNNPR durch.

## Bekannte Wolaytta
- Dejazmach Girma Sanato – Kommandant der südäthiopischen Milizen während der Schlacht von Adua
- Botschafter Teshome Toga Chanaka – Sprecher des Volksrepräsentantenhauses
- Warrant-Offizier Manjura – einer der Topoffiziere der äthiopischen Luftstreitkräfte unter Kaiser Haile Selassie
- Bogale Walelu – Bildungsminister unter Kaiser Haile Selassie.
- Leuleselassie Temamo – Minister für Kultur und Sport in der Übergangsregierung Äthiopiens; Leueleselassie Temamo war der erste Wolaytta, der einen Ministerposten in der äthiopischen Regierung seit 1991 erhielt
- Hailemariam Desalegn – seit dem 21. September 2010 Ministerpräsident Äthiopiens.